# Hypena taiwana
Hypena taiwana là một loài bướm đêm trong họ Erebidae.